# Maybach Exelero
Maybach Exelero je vysoce výkonné supersportovní dvoumístné kupé, postavené na podvozku luxusní limuzíny Maybach 57, navržený a vyrobený německou automobilkou Maybach v jediném exempláři pro testování nové generace širokých vysokorychlostních pneumatik firmy Fulda (Fulda Carat Exelero) byl představen v květnu 2005. 
Spolupráce Maybachu, Fuldy a karosářské firmy Dörr & Schreck začala už ve třicátých letech 20. století, šlo o projekt velmi rychlého vozu s označením SW38. Ten měl překonat v té době magickou hranici 300 kilometrů za hodinu a zároveň měl sloužit k testům vysokorychlostních pneumatik, což mělo přinést Fuldě obchodní úspěch na německém i světovém trhu. Vůz sice požadované rychlosti dosáhl a testy byly úspěšné, ale nikdy se sériově nevyráběl.

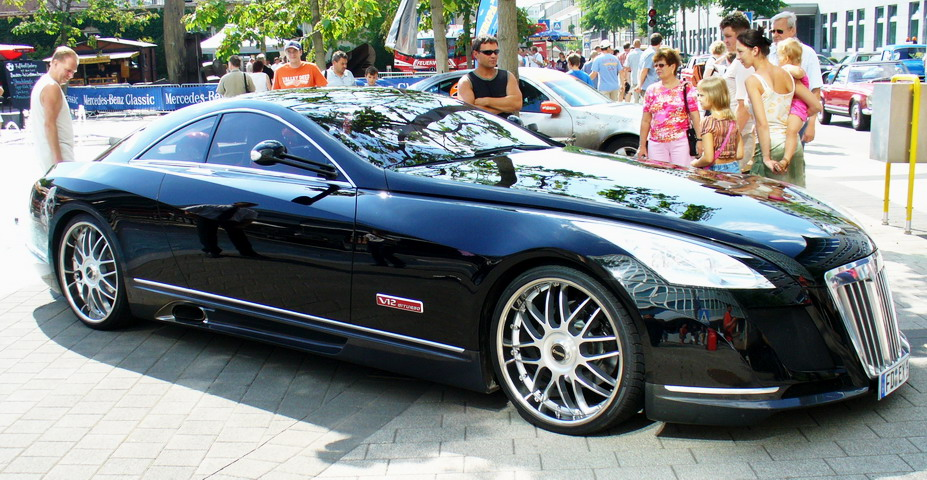
Maybach Exelero

Designem Exelera byla pověřena vysoká škola ve Pforzheimu, karoserie prototypu byla vyrobena turínskou firmou Stola ve spolupráci s návrháři DaimlerChrysler AG. Zvýšení objemu motoru, nastavení turbodmychadel provedli specialisté z Mercedes Car Group v Untertürkheimu.
S vozem Exelero s pneumatikami 315/25 ZR 23 dosáhl německý automobilový závodník Klaus Ludwig na zkušebním okruhu v severoitalském Nardo světového rekordu 351,45 km/h v kategorii limuzín na sériově vyráběných pneumatikách (test probíhal podle specifikací FIA). Automobil si zahrál v německém seriálu Kobra 11.

## Specifikace

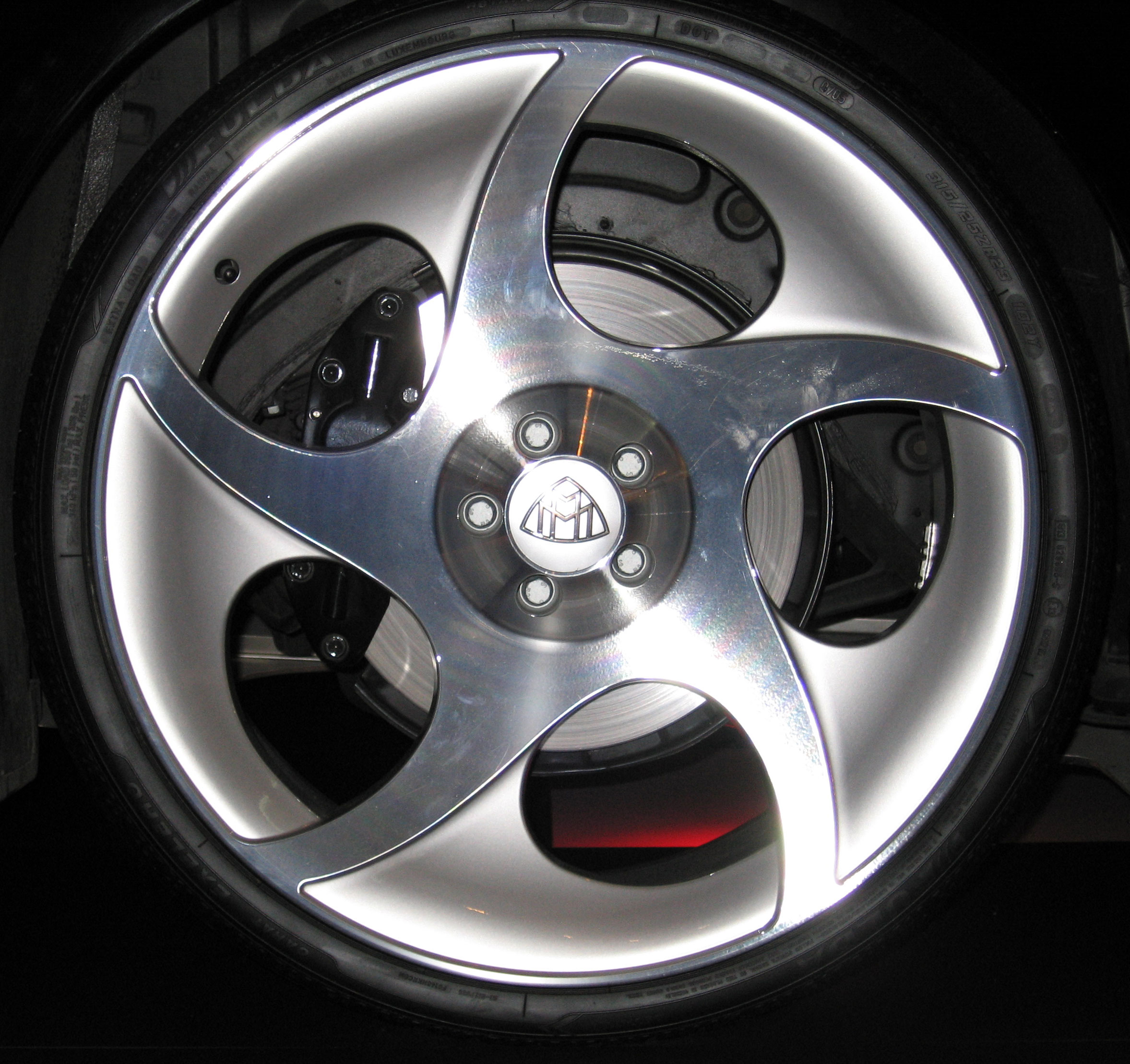

- Motor: Bi-Turbo V12 (upravený ze sériového vozu Maybach 57 S) 
  - Výkon: 700 koní (SAE) (522 kW)
  - Maximální kroutící moment: 1020 Nm
- Nejvyšší rychlost: 351 km/h
- Zrychlení z 0 na 100 km: 4,4 s
- Součinitel odporu Cx: 0,27

- Palivo pro rychlostní test: 110 oktanů
- Spotřeba: okolo 50 litrů
- Pneumatiky: 315/25 ZR 23 Fulda Exelero
- Cena: přibližně 8 000 000 dolarů